# Romano Fogli
Romano Fogli (Santa Maria a Monte, 1938. január 21. – 2021. szeptember 21.) válogatott olasz labdarúgó, középpályás, edző.

## Pályafutása

### A válogatottban
1958 és 1967 között 13 alkalommal szerepelt az olasz válogatottban. Részt vett az 1966-os angliai világbajnokságon.